# Bohpa maculata
Bohpa maculata (лат.) — вид паразитических наездников, единственный в составе рода Bohpa из семейства Ceidae (Chalcidoidea). До 2022 года в составе подсемейства Ceinae из семейства Pteromalidae. Южная Африка (Трансвааль).

## Этимология
Bohpa — это зулусское слово, означающее «арест» или «заключение», и является намёком на ограниченные подземные места обитания, которые посещает данный вид, имеющий укороченные крылья. Видовой эпитет B. maculata происходит от латинского слова, означающего «пятнистый» или «крапчатый» и является ссылкой на белые пятна или пятнистость на голове.

## Описание
Длина самки около 1 мм (0,8—0,9 мм; самцы неизвестны). Мезосома с длинным пронотумом и очень короткими мезоскутумом, мезоскутеллумом и проподеумом, последний очень крутой; метасома сидячая; самка брахиптеровидная; тело с желтоватым и светло-коричневым цветом. Антенны с 12 члениками жгутиками, включая 3-члениковую булаву. Все ноги с 5 тарзомерами. Биология неизвестна, но предположительно, как и другие роды Ceidae паразитоиды личинок минирующих листья двукрылых насекомых (Diptera) из семейств минирующих мушек (Agromyzidae) и плодовых мушек (Drosophilidae).

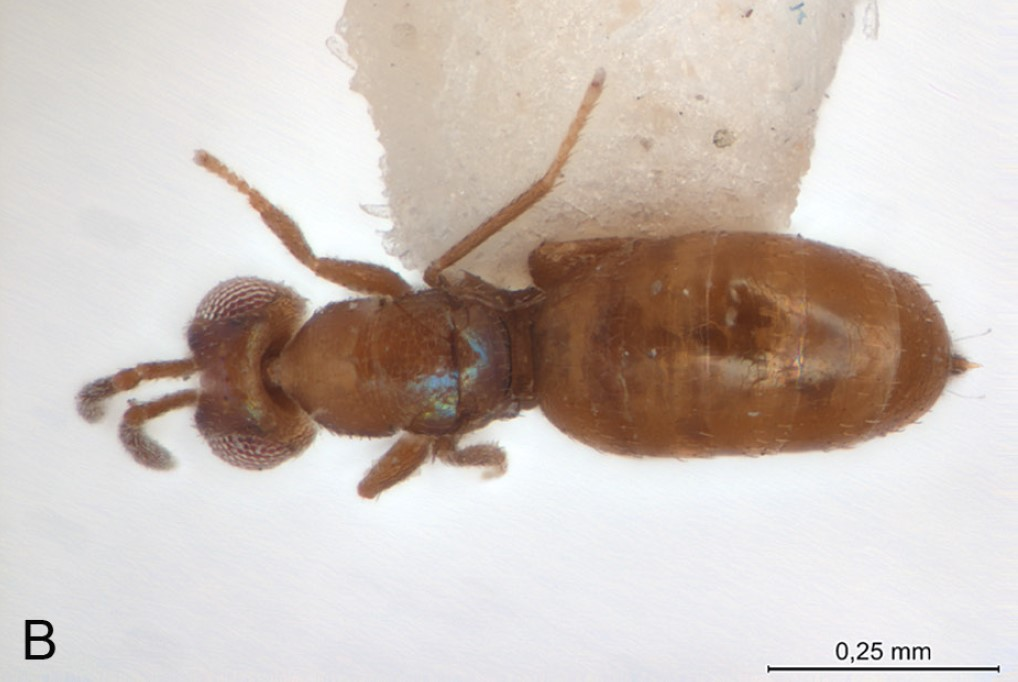
Вид сверху (самка)

## Систематика
Вид Bohpa maculata был впервые описан в 1991 году и выделен в отдельный монотипический род Bohpa из семейства Ceidae (Chalcidoidea). До 2022 года был в составе подсемейства Ceinae из семейства Pteromalidae. В 2022 году в ходе реклассификации птеромалид это крупнейшее семейство хальцидоидных наездников было разделено на 24 семейства и подсемейство Ceinae выделено в отдельное семейство Ceidae.